# Подложье (Гдовский район)
Подложье  — деревня в Гдовском районе Псковской области России. Входит в состав Плесновской волости.

## География
Деревня находится в северной части Псковской области,  на северо-востоке района, в зоне хвойно-широколиственных лесов, при автодороге 58К-100, на берегу ручья Ракин впадающего в старицу Стягла, которая, в свою очередь впадает в реку Плюсса в 27 км к востоку от  от города Гдова, административного центра района, и в 9 км к югу от волостного центра Плесна.

### Климат
Климат характеризуется как умеренно континентальный, с относительно коротким тёплым летом и продолжительной, как правило, снежной зимой. Средняя многолетняя температура самого холодного месяца (января) составляет −8 °С, температура самого тёплого (июля) — +17,4 °С. Среднегодовое количество осадков — 684 мм.

## Население
| 2001 | 2002 | 2010 |
| ---- | ---- | ---- |
| 2    | ↗12  | ↘4   |

Согласно результатам переписи 2002 года, в национальной структуре населения русские составляли 100 % из 12 человек.

## Инфраструктура
Личное подсобное хозяйство с зоной сельскохозяйственного использования, индивидуальная застройка усадебного типа.

## Транспорт
Деревня доступна автотранспортом. 